# Эррера Кампинс, Луис Антонио
Лу́ис Анто́нио Эрре́ра Ка́мпинс (исп. Luis Antonio Herrera Campins; 4 мая 1925, Акаригуа — 9 ноября 2007, Каракас) — венесуэльский политический деятель, президент страны в 1979—1984 годах.

## Ранние годы и начало карьеры

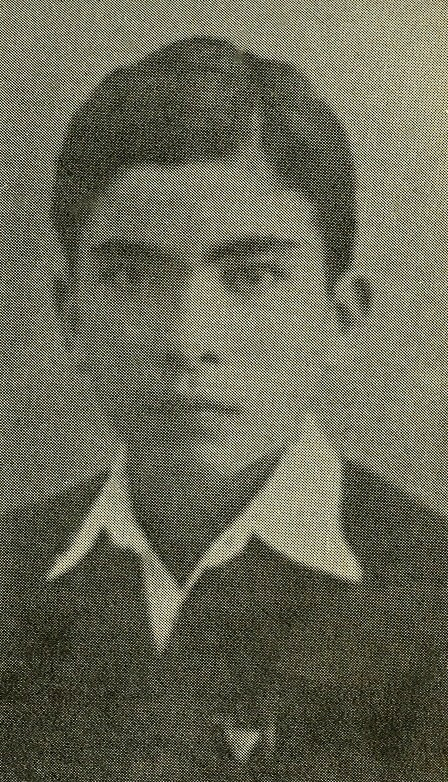
Эррера Кампинс в 15-летнем возрасте

Получил образование в школе La Salle в Баркисимето, которую окончил в 1942 году.
Работал журналистом в газетах El Impulso и Surcos, а также в журнале Национального студенческого союза. В 21 год вступил в только что созданную Социал-христианскую партию КОПЕЙ. Вскоре стал одним из молодёжных лидеров партии. В 1947 году начал свою парламентскую карьеру, избравшись депутатом Национальной ассамблеи Венесуэлы.
Начал изучать право в Центральном университете Венесуэлы, однако не закончил его, поскольку в 1952 году был заключён в тюрьму Модело на четыре месяца за участие в университетской забастовке против диктатуры Маркоса Переса Хименеса. Затем был депортирован, жил в Мадриде, где вместе с другими лидерами эмиграции основал газету Tiela, там же в 1955 году получил степень по праву, окончив Университет Сантьяго-де-Компостела.
Вернувшись в Венесуэлу после свержения Переса Хименеса в 1958 году, быстро становится одним из наиболее важных деятелей КОПЕЙ и одним из главных переговорщиков от неё при заключении межпартийных соглашений. В течение четырёх сроков подряд (1959—1974) являлся членом Национального конгресса от штата Лара, в 1962—1969 годах возглавлял парламентскую фракцию Социал-христианской партии.
В 1969 году был избран генеральным секретарем Христианско-демократической организации Америки. В 1974—1979 годах был сенатором от штата Лара.
3 декабря 1978 года одержал победу на президентских выборах. 12 марта 1979 года приведён к присяге как президент Венесуэлы, сменив Карлоса Андреса Переса из партии Демократическое действие, национализировавшего нефтяную промышленность.

## Президентство
В начале его президентского срока доходы от продажи нефти выросли троекратно. У Луиса Кампинса был дирижистский взгляд на экономическую роль правительства, он выступал сторонником сильного влияния государства на экономику, увеличил за 1979—1981 государственные расходы в два раза, инициировал программу культурного развития и реформирования системы образования. 
Его правительство продолжило политику президента Переса по заимствованию на мировом рынке, переполненном нефтедолларами, и к началу 1980-х годов государственный долг зарубежным финансовым институтам вырос до 25 млрд долл. США (без учёта долгов государственных предприятий, составивших 10 млрд долл). В 1982 году мировые цены на нефть начали снижаться, что усугубило экономические проблемы. Пытаясь предотвратить спад в экономике, правительство пустило на текущие расходы средства Инвестиционного фонда и инвестиционные резервы PETROVEN. В результате начался массовый отток капитала из страны. Венесуэльский боливар был привязан в соотношении 4,30 к доллару, однако в результате падения доходов от нефти и бегства капитала соотношение выросло до 15 боливаров за доллар (Чёрная пятница, 28 февраля 1983). В конце своего правления Кампинс был вынужден  проводить непопулярные меры для преодоления экономического кризиса.
В сфере внешней политики в 1980 году подписал экономическое соглашение с Мексикой о совместной транспортировке нефти в страны Центральной Америки и Карибского бассейна. В 1982 году Эррера занял сторону Аргентины в войне против Великобритании за Фолклендские острова, ловко использовав антиамериканские и антибританские настроения в обществе. На этой волне выдвинул территориальные претензии к бывшей британской колонии — соседней Гайане. Его правительство также признало Сахарскую Арабскую Демократическую Республику как суверенное государство в Западной Сахаре.

## После выхода в отставку
После выхода в отставку Эррера остался одним из лидеров COPEI, в 1995 году став председателем партии.
В 2001 году Эррера попал на первые полосы венесуэльских газет, когда у него угнали автомобиль.
Скончался 9 ноября 2007 года в возрасте 82 лет в результате нескольких тяжёлых болезней, включая нарушения деятельности почек, диабет и болезнь Альцгеймера.